# ويكيبيديا الماورية
ويكيبيديا الماورية هي النسخة الماورية من موسوعة ويكيبيديا.

## الإحصائيات
| عدد المستخدمين المسجلين | عدد المستخدمين النشيطين | عدد المقالات | صفحات المحتوى | عدد التعديلات | عدد الملفات المرفوعة | عدد الإداريين |
| ----------------------- | ----------------------- | ------------ | ------------- | ------------- | -------------------- | ------------- |
| 20٬741                  | 26                      | 7٬969        | 15٬324        | 165٬640       | 0                    | 2             |

## التقدم
- أكتوبر 2004 - أنشئت المقالة رقم 100.
- أغسطس 2007 - أنشئت المقالة رقم 1000.[2]
- سبتمبر 2007 - أنشئت المقالة رقم 5000.[3]